# 2042
Rok 2042 (MMXLII) gregoriánského kalendáře začne ve středu 1. ledna a skončí ve středu 31. prosince.

## Předpokládané a naplánované události
- Budou se konat Zimní olympijské hry 2042
- 30. dubna – bude otevřena Nickelodeon Time Capsule zapečetěná v roce 1992